# Peščeni planet
Peščeni planet (v izvirniku Dune) je znanstvenofantastični roman ameriškega pisatelja Franka Herberta, ki je izšel leta 1965 pri založbi Chilton Books. Po mnenju mnogih je eden od najboljših znanstvenofantastičnih romanov vseh časov.
Navdih za roman je takrat še neuveljavljeni pisatelj Frank Herbert dobil, ko se je leta 1959 udeležil raziskave o ekologiji peščenih sipin pri mestu Florence v ameriški zvezni državi Oregon. Sipine so pritegnile njegovo pozornost in na koncu je imel mnogo več gradiva kot bi ga potreboval za sprva načrtovani članek. Tega ni nikoli napisal, postal je le seme za ideje, ki so na koncu vodile k romanu Dune. Sam roman je nastajal pet let.
Zaradi dolžine je bil sprva objavljen v znanstvenofantastični reviji Analog v dveh delih, kot Dune World (Svet Sipine) leta 1963 in The Prophet of Dune (Prerok Sipine) leta 1965, dopolnjen in dodelan rokopis pa so nato po številnih zavrnitvah sprejeli pri majhni založniški hiši Chilton Books in mu izplačali 7500 $ predujma. Ob izidu je doživel priznanje kritikov in prejel nagradi hugo ter nebula, danes najimenitnejši književni nagradi na področju znanstvene fantastike. Odziv bralcev je bil sprva bolj medel in v treh letih je Herbert s prodajo knjige zaslužil 20.000 USD, kar je sicer več od večine podobnih romanov tistega časa, pa vendar ne dovolj, da bi se lahko preživljal izključno kot pisatelj. Sčasoma pa je postal roman priljubljen tudi pri bralcih in do danes je bilo v različnih izdajah in jezikih prodanih več kot 12 milijonov izvodov knjige.

## Zgodba
Dogajanje v romanu je postavljeno v daljno prihodnost (uporablja svoje štetje časa, zato natančnega leta ni mogoče določiti), kjer je večina dosedanje človeške zgodovine pozabljena, vendar pa so se ohranile nekatere kulturne in verske tradicije. Opisuje fevdalni medzvezdni imperij, ki ga nadzorujejo rodbine pod vodstvom vladarske rodbine Corrino skozi zgodbo mladega Paula Atreidesa, naslednika vojvode Leta Atreidesa iz rodbine Atreides, katerega družina se je iz planeta Caladan selila na planet Arrakis, ki postane njihov fevd in novi dom. Arrakis je puščavski planet, zaradi česar ga imenujejo Dune oz. Sipina; na njem se nahaja edini vir substance, ki ji pravijo Začimba, oz. Melanž (angleško Spice), v vesolju. Ta psihoaktivna substanca povzroča jasnovidnost in širi zavest, ter je nujno potrebna za medzvezdna potovanja, zaradi česar je najdragocenejša snov v vesolju. Kmalu se rodbina Atreides znajde v nevarni politični igri, ki vključuje rivalno rodbino Harkonnen, vesoljski ceh, skrivnosten ženski red Bene Gesserit in samega imperatorja oz. njegovo hči. V pripovedi se tako prepletajo vplivi politike, religije, tehnologije, ekologije in človeške psihe, kar ustvarja kompleksno ozadje za raziskovanje človekovega razvoja.

## Vpliv
Peščeni planet je v letih od nastanka služil kot navdih za mnoge druge romane, pesmi, filme (vključno z Vojno zvezd ), računalniške igre in druga dela. Do svoje smrti leta 1989 je Frank Herbert napisal pet nadaljevanj, ki skupaj tvorijo sago Peščenega planeta. Angleška heavy metal skupina Iron Maiden je leta 1983 na albumu Piece of Mind, zgodbi posvetila skladbo To Tame a Land. Leto kasneje je David Lynch po romanu posnel istoimenski film. Leta 2000 je televizijska hiša Sci Fi Channel posnela televizijsko miniserijo iz treh delov z istim naslovom. Po uspehu prve serije so leta 2003 posneli še naslednjo miniserijo iz treh delov, Otroka peščenega planeta, ki je združila del zgodbe iz romanov Mesija s Peščenega planeta in Otroka peščenega planeta. Nova filmska priredba, tokrat v režiji Denisa Villeneuva, je izšla leta 2021.
V kasnejših letih sta avtorjev sin Brian Herbert in pisatelj Kevin J. Anderson napisala dve trilogiji, ki opisujeta dogodke pred tistimi v izvirni seriji, poleg njih pa še dve nadaljevanji, ki temeljita na materialu za sedmi del sage, ki ga je Frank Herbert zapustil ob svoji smrti.